# Der See Corrib
Der See Corrib ist ein Märchen. Es ist in den Irischen Elfenmärchen der Brüder Grimm an Stelle 24 enthalten, die sie 1825 aus Fairy legends and traditions of the South of Ireland von Thomas Crofton Croker übersetzten.

## Inhalt
Cormaks Geliebte Marie verschwindet plötzlich. Er kann sie nirgends finden und sitzt jeden Abend am See Corrib. Einmal im Vollmond sieht er einen Zug luftiger Gestalten in prächtigen Rüstungen über das Wasser reiten. Er ruft „Christ, rette ihre Seele!“, da steht sie neben ihm.

## Anmerkung
Nach Grimm: Der Text ist im Original eine Ballade, aber laut Verfasser zuerst eine Sage wie die anderen gewesen. Auch Gervasius von Tilbury erwähnt Dracae, die Menschen in Wohnungen unter Wasser entführen. Neben einer frommen Ausrufung hilft ein schwarzstieliges Messer oder das Umwenden des Kleides.